# Вест-Міддлсекс (Пенсільванія)
Вест-Міддлсекс (англ. West Middlesex) — місто (англ. borough) в США, в окрузі Мерсер штату Пенсільванія. Населення — 818 осіб (2020).

## Географія
Вест-Міддлсекс розташований за координатами 41°10′27″ пн. ш. 80°27′20″ зх. д. / 41.17417° пн. ш. 80.45556° зх. д. (41.174247, -80.455524).  За даними Бюро перепису населення США в 2010 році місто мало площу 2,19 км², з яких 2,19 км² — суходіл та 0,00 км² — водойми.

## Демографія
Згідно з переписом 2010 року, у селищі мешкали 863 особи в 368 домогосподарствах у складі 244 родин. Густота населення становила 394 особи/км².  Було 391 помешкання (179/км²).
Расовий склад населення:
| - 96,9 % — білих - 1,2 % — чорних або афроамериканців - 0,3 % — азіатів |

До двох чи більше рас належало 1,0 %. Частка іспаномовних становила 0,3 % від усіх жителів.
За віковим діапазоном населення розподілялося таким чином: 20,2 % — особи молодші 18 років, 64,3 % — особи у віці 18—64 років, 15,5 % — особи у віці 65 років та старші. Медіана віку мешканця становила 43,3 року. На 100 осіб жіночої статі у селищі припадало 94,4 чоловіків;  на 100 жінок у віці від 18 років та старших — 91,9 чоловіків також старших 18 років.
Середній дохід на одне домашнє господарство  становив 49 064 долари США (медіана — 46 103), а середній дохід на одну сім'ю — 56 846 доларів (медіана — 53 750). Медіана доходів становила 45 526 доларів для чоловіків та 33 750 доларів для жінок. За межею бідності перебувало 16,6 % осіб, у тому числі 22,5 % дітей у віці до 18 років та 6,7 % осіб у віці 65 років та старших.
Цивільне працевлаштоване населення становило 373 особи. Основні галузі зайнятості: освіта, охорона здоров'я та соціальна допомога — 26,5 %, виробництво — 17,2 %, будівництво — 13,1 %, роздрібна торгівля — 12,6 %.